# Rijksbeschermd gezicht Thorn
Gezicht Thorn is een van rijkswege beschermd stadsgezicht in Thorn in de Nederlandse provincie Limburg. De procedure voor aanwijzing werd gestart op 16 april 1971. Het gebied werd op 8 oktober 1973 definitief aangewezen. Het beschermd gezicht beslaat een oppervlakte van 61,3 hectare.
Panden die binnen een beschermd gezicht vallen krijgen niet automatisch de status van beschermd monument. Wel zal de gemeente het bestemmingsplan aanpassen om nieuwe ontwikkelingen in het gebied te reguleren. De gezichtsbescherming richt zich op de stedenbouwkundige en cultuurhistorische waardering van een gebied en wil het toekomstig functioneren daarvan veiligstellen.